# Conquista de Almería (1147)
La conquista de Almería fue una importante acción militar liderada por el reino de León y su rey Alfonso VII, con apoyo pisano y genovés, mediante la cual la ciudad de Almería fue conquistada el 17 de octubre de 1147 de manera temporal a las fuerzas musulmanas del Imperio almorávide. Para conocer los acontecimientos que ocurrieron en la campaña se disponen de diferentes fuentes contemporáneas, que dan el punto de vista genovés y castellano: "De captione Almerie et Tortuose" de Caffaro di Rustico da Caschifellone, militar genovés que participó en la campaña, y la "Chronica Adefonsi Imperatoris", anónima, aunque se atribuye al obispo Arnaldo de Astorga, respectivamente.

## Antecedentes
Cuando Alfonso VI de León conquistó Toledo en 1085, los dirigentes musulmanes de al-Ándalus se alarmaron de tal modo que decidieron llamar en auxilio a los almorávides, que tenían una visión más estricta y poco cultivada del islam. El emir Yúsuf ibn Tašufín acudió con su ejército, y se encontró con una tierra fértil y próspera; también observó la relajación de los preceptos doctrinales del Islam y la gran tolerancia con los judíos y cristianos. Esto le provocó la determinación de apoderarse de estos reinos, animado por la división entre las diferentes taifas. Los almorávides conquistaron las diferentes taifas entre 1090 y 1116.
En los primeros meses de la Primera Cruzada, en 1095, el papa Urbano II pedirá a los cruzados ibéricos que permanecieran en su país, ya que su propia guerra era considerada tan valiente como la de los cruzados en dirección a Jerusalén. Eugenio III reiteró esta decisión, y autorizó a Marsella, la República de Pisa, la República de Génova, y otras grandes ciudades mediterráneas a participar en la Reconquista. Pese a su inicial éxito en Sagrajas en 1086 y el Uclés en 1108, los almorávides perdieron terreno, con la caída de Zaragoza en 1118 y fueron derrotados por el reino de Portugal en 1139 en la batalla de Ourique.
Además, la aristocracia andalusí se sublevó contra ellos en 1144, ya que los consideraban unos intrusos incultos e intolerantes que degradaban la anterior cultura refinada de los reinos de taifas, pero la rebelión estalló carente de coordinación y las distintas facciones revolucionarias se combatían entre sí, apareciendo una nueva serie de emiratos independientes o taifas.
Tras el sitio de Edesa en 1144, el papa Eugenio III convocó una nueva cruzada para 1145 y 1146, permitiendo a Alfonso VII, sucesor de Alfonso VI, fallecido en 1109, a equiparar sus campañas contra los musulmanes a la Segunda Cruzada, una vez el imperio almorávide se había dividido en reinos de taifas, y finalmente autorizando la expansión de la cruzada a la península ibérica en la primavera de 1147. Los cruzados, una vez conquistadas Santarém y Lisboa en 1147, se dirigieron a Tierra Santa o se quedaron en Portugal para ayudar a la captura de Sintra, Almada, Palmela y Setúbal, mientras se preparaba una nueva cruzada contra la rica ciudad portuaria de Almería, el gran centro comercial de al-Ándalus y base de operaciones de los piratas sarracenos.
En 1145 los almohades desembarcaron en al-Ándalus; en 1146 el almirante almorávide ibn Maymun se pasó a los almohades y se apoderó de Cádiz, y ya en 1147 un ejército enviado por Abd al-Mumin se hizo con Jerez, Niebla, Silves, Beja, Badajoz y finalmente Sevilla.

## Preparativos
Alfonso VII había emprendido una ambiciosa campaña campaña en Andalucía en los años anteriores. El 7 de mayo de 1146 se apoderó de Córdoba, aunque dicha conquista se perdió pocos días después, y en enero de 1147 se apoderó igualmente de Calatrava.
En este contexto se decidió una acción conjunta de varios Estados cristianos para la conquista de Almería, que «era muy rica ciudad», cuyo puerto se había convertido en base de operaciones y refugio de los piratas mahometanos. Las circunstancias eran propicias para la acción de los cristianos, ya que los almorávides, inmersos en revueltas internas de los propios musulmanes, estaban en plena decadencia en la península, y los almohades aún no habían logrado consolidarse.
Pese a que la taifa almeriense había llegado a su fin con la invasión almorávide en el 1091, la ciudad continuó siendo un auténtico emporio comercial muy codiciado por los cristianos. 
Es entonces cuando Alfonso VII, instituido como Imperator totius Hispaniae (Emperador de toda España), decide tomar la ciudad con ayuda del rey de Pamplona García Ramírez, del princeps de Aragón y conde de Barcelona Ramón Berenguer IV (cuñado y vasallo del rey leonés), del señor de Montpellier Guillermo VI, de los caballeros del Temple de Castilla y Aragón, además del decisivo apoyo naval de las repúblicas de Pisa y Génova (estos últimos dieron su gentilicio a la playa en que desembarcaron, en el Cabo de Gata). Para hacer posible esta colaboración se firmó una tregua entre el rey de Navarra y el conde de Barcelona, que estaban en lucha.
Las tropas cristianas emprendieron camino hacia Almería en el mes de mayo de 1147, encabezadas por el rey Alfonso VII, conquistando por el camino diversos castillos. Entre los altos nobles de las filas cristinas se encontraban, entre otros, el conde de Urgel Armengol VI.
Para la conquista de la ciudad era necesaria la participación de marina de guerra, y no poseyendo León una fue decisivo el apoyo catalán y genovés. Así, a finales de julio de 1147 se reunieron en Barcelona las flotas catalana (comandada por Galceran de Pinós, cantadas luego su hazañas por algunos poemas castellanos relativos a dicha conquista), genovesa, pisana y provenzal, esta última aportada por Guillermo VI de Montpellier, para desde ahí partir hacia Almería. De ellas, la más potente era la genovesa, compuesta de 60 galeras y 163 naves menores, Según las fuentes de la época, la flota reunía un millar de naves entre grandes y pequeñas.
El contingente de la Corona de Aragón además de barcos también aportó tropas de desembarco; según las cifras de Bernat Boades 20000 hombres de todas las armas eran catalanes, y entre éstos y aragoneses sumaban más de 26000.
Se marco el 1 de agosto como la fecha en la que los aliados debían acudir. En un documento otorgado por Ramón Berenguer IV en su camino hacía Almería con fecha de 6 de agosto de 1147 constan como testigos el arzobispo de Tarragona Bernat Tort, y los obispos de Barcelona Guillermo de Torroja, de Gerona Berenguer de Llers y de Vic Pere de Redorta.

### Tratados
En vista de la armada y tropas reunidas, Ramón Berenguer IV posiblemente buscara continuar la campaña una vez conquistada Almería y retomar la conquista de Mallorca emprendida por su padre Ramón Berenguer III y conquistar Tortosa. Así, el 3 de agosto de 1147, el conde le otorgaba a a Guillermo Ramón I de Moncada la tenencia de esta última ciudad una vez conquistada y su castillo junto con la tercera parte de las rentas de ésta, del distrito de Peñíscola, la de la ciudad y término de Mallorca con la tercera parte de los productos, y la de Menorca e Ibiza. A cambio, Guillermo Ramón disponía acompañar al conde a Almería con el mayor número de tropas que pudiera reunir. El documento fue firmado por Ramón Berenguer IV , Pere Bertran de Bell-lloc, Bernat de Bell-lloc , Guillem de Castellvell , Otó, Ramón de Pujalt y el escribano Pons.
La participación de Génova también llegó a través de la mediación del conde de Barcelona, con similar objetivo de involucrarlos posteriormente en la conquista de Baleares y Tortosa. De esto modo, una vez conquistada Almería, antes de regresar a su ciudad las tropas genovesas colaborarían en la conquista de las anteriores plazas, a cambio éstos recibirían un tercio de los beneficios por dos tercios para el conde de Barcelona. También se establecía que los genoveses no pagarían peajes en ninguno de los estados del conde, al igual que los vasallos del conde tampoco lo harían en los territorios y puertos de la república genovesa; que mientras estuvieran juntos los dos ejércitos, ninguna de las dos partes podría firmar convenios para atacar otra ciudad sin el consentimiento de la otra parte; y por último, que de las conquistas hechas en la península, los genoveses reconocerían el dominio del conde y sus sucesores. Finalmente la conquista de Baleares no se llevó a cabo, y los genoveses sólo intervinieron en la conquista de Tortosa.

## Asedio y conquista

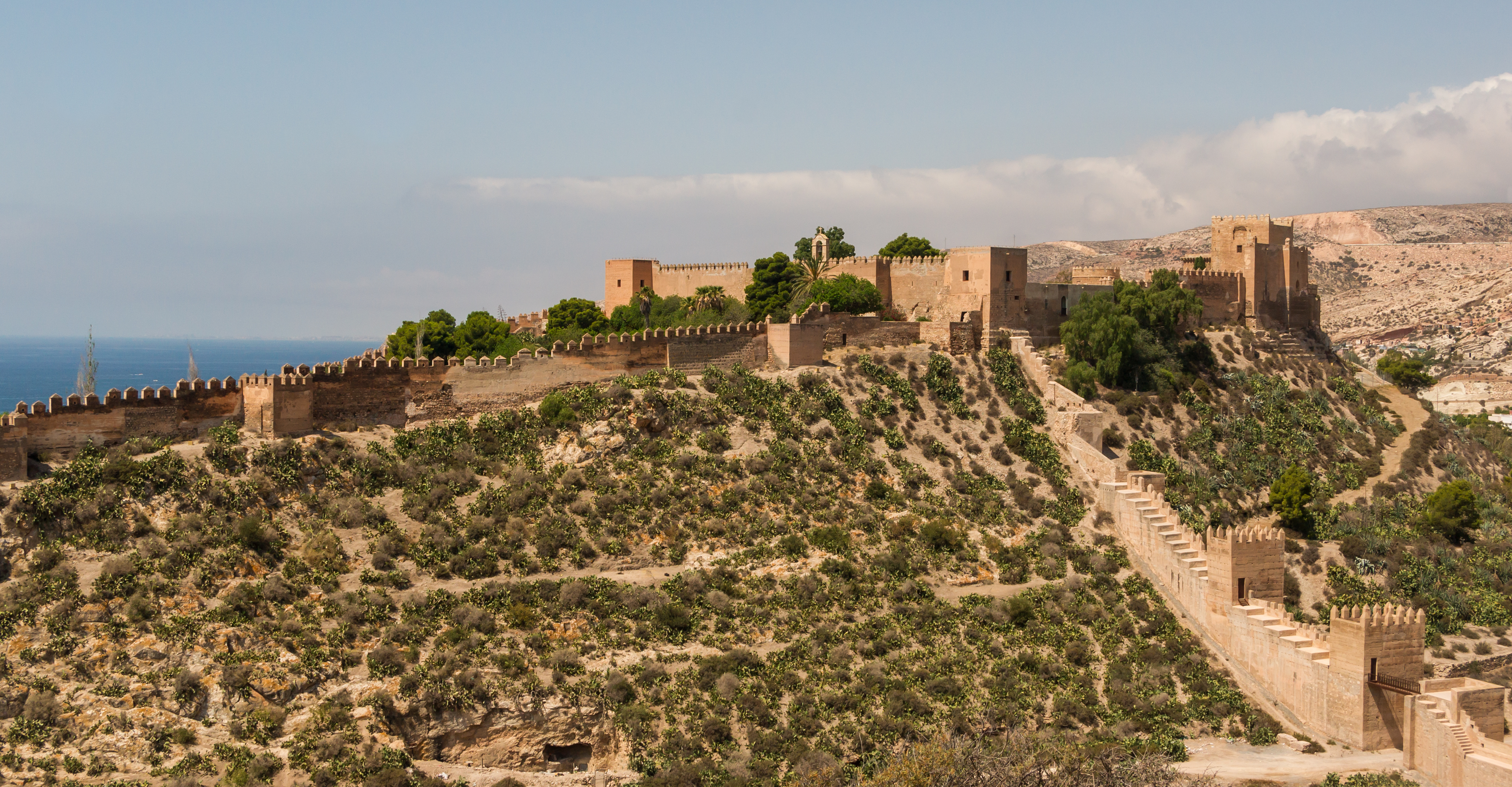
Alcazaba de Almería.

En el mes de agosto se reunirán ante Almería las huestes aliadas y rápidamente comenzó el asedio de la ciudad, mediante máquinas de asedio y asaltos a las murallas. A pesar de la vehemencia con la que se atacó la ciudad, tanto por mar como por tierra, los musulmanes resistían admirablemente. Tuvieron lugar terribles y sanguinarios combates. En las salidas, los moros perdieron la flor de su caballería, según confiesan sus historiadores.

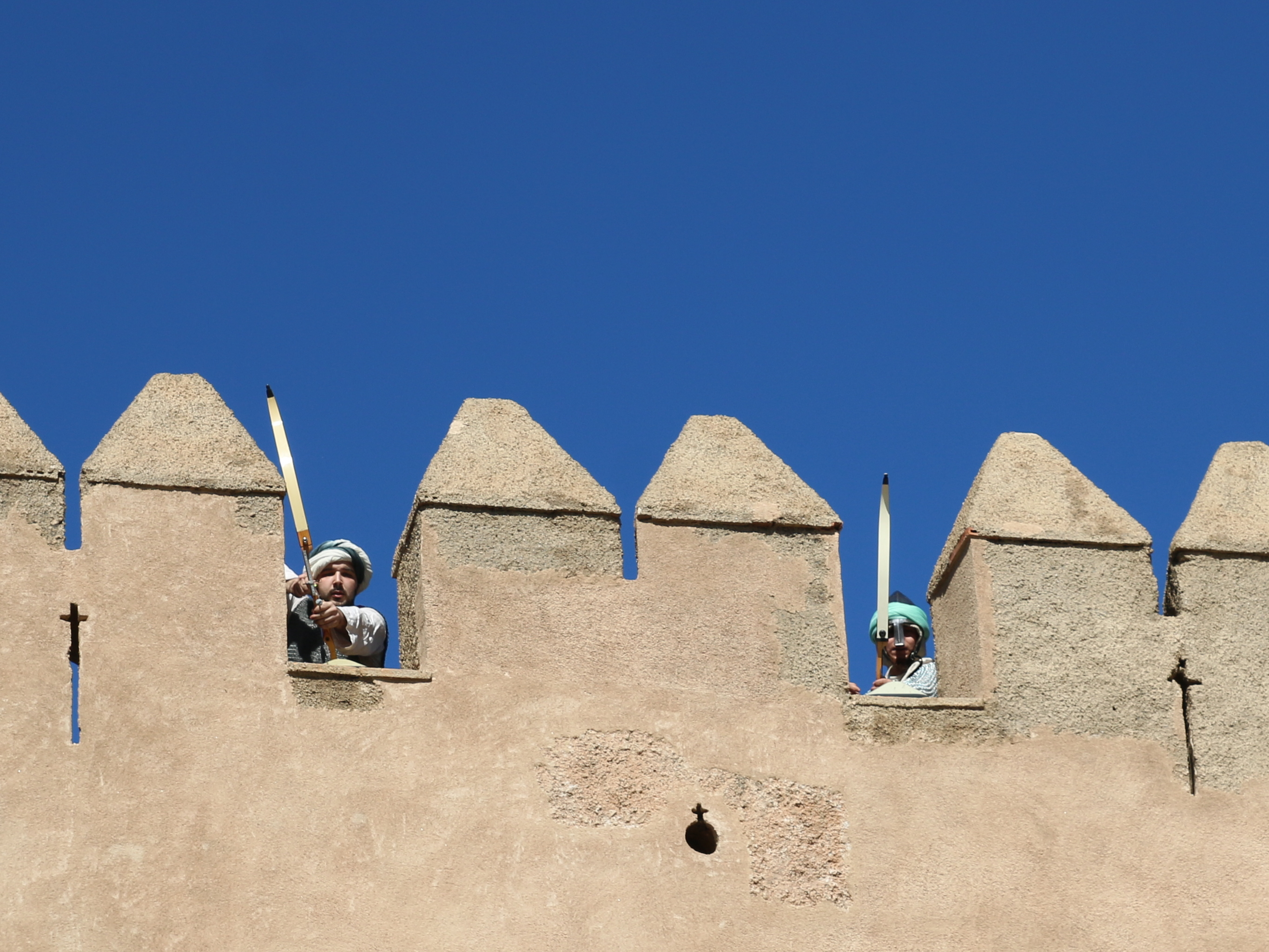
Recreación de soldados andalusíes defendiendo la alcazaba de la ciudad.

Según los historiadores árabes, los musulmanes asediados en Almería, carentes de víveres, diezmados por los combates, no esperando socorro de nadie, quisieron entregarse por avenencia y se rindieron a Alfonso VII. Pero, según los cronistas catalanes y también los Anales de Génova, la rendición se llevó a cabo de forma diferente. Ahí se cuenta que los musulmanes realmente se determinaron a rendirse y para tratar la rendición fueron enviados a la ciudad el rey de Navarra y el conde de Oregio. Los musulmanes les propusieron que el Emperador y el rey de Navarra volvieran hacia sus tierras con toda su gente, dejando solos a los genoveses y catalanes, y que por ello les pagarían un tributo de 100.000 maravedíes cada año. El conde de Barcelona y los genoveses, no consintiendo este trato, se dispusieron a dar un último asalto. Ordenaron el ejército, dividido en doce partes de mil hombres cada una, y se llegó a los muros mientras los reyes de León y Navarra permanecían en retaguardia. Bajo esta orden, al amanecer del 17 de octubre de 1147 y tras un sitio de dos meses, se realizó el asalto final y la ciudad quedó rendida.
El botín fue riquísimo pues Almería era por aquel entonces un gran centro de comercio de la España musulmana. Asimismo, Boades sotiene que fueron rescatados 10.000 cautivos cristianos. A finales del mes de diciembre, Alfonso VII ya estaba de vuelta en Toledo.

## Pérdida de Almería
Los cristianos no conservaron muchos años la ciudad conquistada. Los almohades, que ya eran señores de buena parte de Al-Ándalus desde poco antes de la mencionada conquista de Almería por los aliados, sitiaron y reconquistaron la ciudad a los diez años, en 1157. El califa Abd al-Mumin ordenó a su hijo, el príncipe Abusaid Otman , gobernador de Algeciras y Málaga, que fuera a poner sitio a Almería. Atacada la ciudad por mar y tierra, los aliados cristianos se retiraron al castillo, y entonces Abusaid acampó su ejército en la montaña que domina la ciudad. Entre la montaña y el mar construyó un muro, y así la ciudad y la fortaleza quedaron rodeadas. Los cristianos, viéndose en situación comprometida, pidieron auxilio a Alfonso VII, quien acudió con una hueste de 12.000 hombres, más 6.000 que llevaba su fiel aliado musulmán Ibn Mardanís, rey de Murcia, llamado el Rey Lobo. A pesar de la importancia de este ejército, los cristianos no pudieron conseguir que el asedio fuera levantado, y el emperador Alfonso y el Rey Lobo tuvieron que retirarse. Por el camino de regreso, antes de llegar a Toledo, Alfonso murió el 21 de agosto de 1157. Habiendo perdido ya la esperanza en el auxilio exterior, los asediados capitularon.
Los ejércitos entraron en la ciudad el 17 de octubre de 1147. Fue un periodo efímero de ocupación (1147-1157).